# Дельтаедри

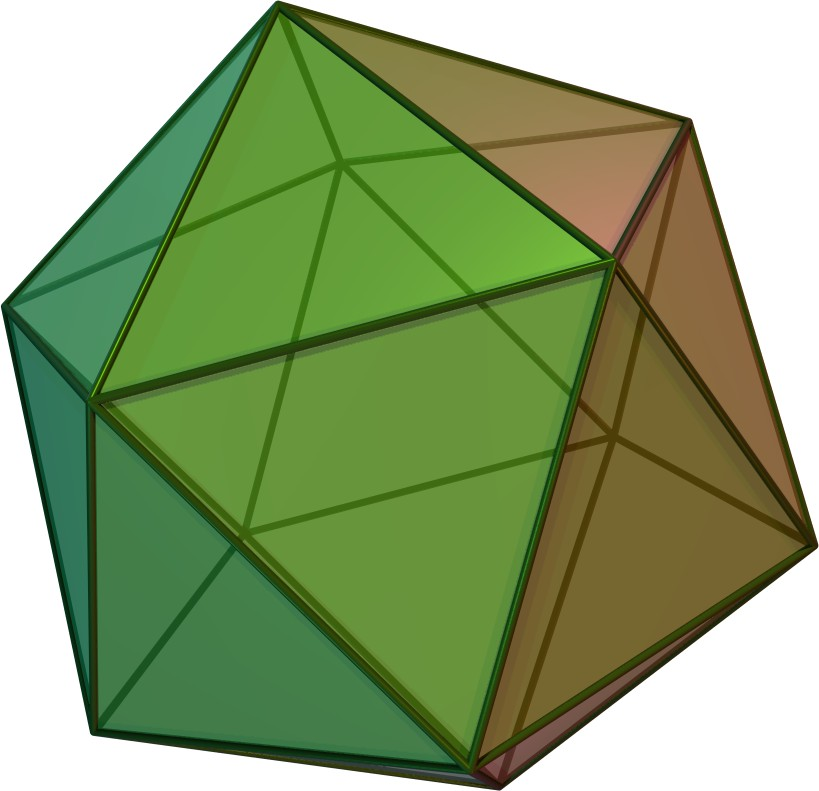
Найбільший строго опуклий дельтаедр є правильним ікосаедром

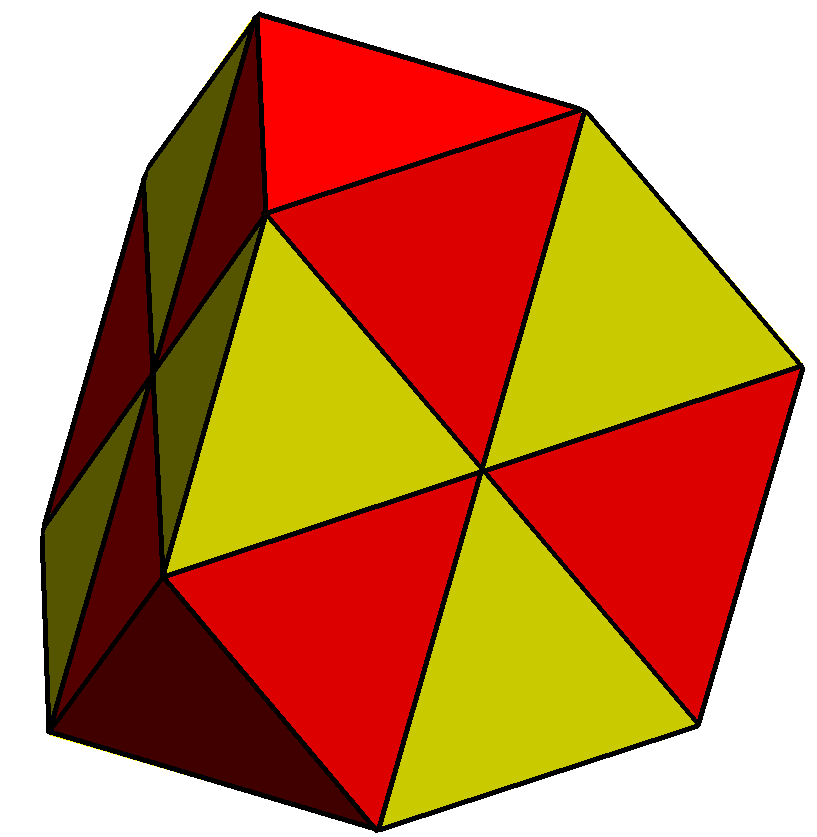
Зрізаний тетраедр з шестикутниками, розбитими на трикутники. Це тіло не є строго опуклим дельтаедром, оскільки розташовані в одній площині грані неприпустимі за визначенням.

Дельтаэдр — це багатогранник, всі грані якого є правильними трикутниками. Назву взято від грецької великої літери дельта ({\displaystyle \Delta }), яка має форму рівностороннього трикутника. Існує нескінченно багато дельтаедрів, але з них лише вісім опуклі, і вони мають 4, 6, 8, 10, 12, 14, 16 і 20 граней.
Нижче перелічено числа граней, ребер і вершин для кожного з восьми дельтаедрів.

## Опуклі дельтаедри
Всього існує 8 опуклих дельтаедрів, 3 з яких є платоновими тілами, а 5 — багатогранниками Джонсона.
У дельтаедра з 6 гранями деякі вершини мають ступінь 3, а деякі — ступінь 4. У дельтаедрів з 10, 12, 14 і 16 гранями деякі вершини мають ступінь 4, а деякі — ступінь 5. Ці п'ять неправильних дельтаедрів належать до класу правильногранних багатогранників — опуклих багатогранників з гранями у вигляді правильних багатокутників.
Не існує опуклого дельтаедра з 18 гранями. Однак ікосаедр зі стягнутим ребром є прикладом октаедра, який можна зробити опуклим з 18 неправильними гранями, або з двома наборами по три рівносторонніх трикутники, що лежать в одній площині.
| Правильні дельтаедри                        | Правильні дельтаедри | Правильні дельтаедри | Правильні дельтаедри | Правильні дельтаедри | Правильні дельтаедри | Правильні дельтаедри |
| Назва                                       | Зображення           | Кількість вершин     | Кількість ребер      | Кількість граней     | Конфігурація вершини | Група симетрії       |
| ------------------------------------------- | -------------------- | -------------------- | -------------------- | -------------------- | -------------------- | -------------------- |
| Правильний тетраедр                         |                      | 4                    | 6                    | 4                    | 4 × 33               | Td, [3,3]            |
| Правильний октаедр (чотирикутна біпіраміда) |                      | 6                    | 12                   | 8                    | 6 × 34               | Oh, [4,3]            |
| Правильний ікосаедр                         |                      | 12                   | 30                   | 20                   | 12 × 35              | Ih, [5,3]            |
| Дельтаедри Джонсона                         |                      |                      |                      |                      |                      |                      |
| Трикутна біпіраміда                         |                      | 5                    | 9                    | 6                    | 2 × 33 3 × 34        | D3h, [3,2]           |
| П'ятикутна біпіраміда                       |                      | 7                    | 15                   | 10                   | 5 × 34 2 × 35        | D5h, [5,2]           |
| Кирпатий двоклиноїд                         |                      | 8                    | 18                   | 12                   | 4 × 34 4 × 35        | D2d, [2,2]           |
| Тричі нарощена трикутна призма              |                      | 9                    | 21                   | 14                   | 3 × 34 6 × 35        | D3h, [3,2]           |
| Скручено-подовжена чотирикутна біпіраміда   |                      | 10                   | 24                   | 16                   | 2 × 34 8 × 35        | D4d, [4,2]           |

## Нестрого опуклі випадки
Існує нескінченно багато дельтаедрів з копланарними (належними одній площині) трикутниками. Якщо множини копланарних трикутників вважати однією гранню, можна нарахувати менше граней, ребер і вершин. Копланарні трикутні грані можуть бути злиті в ромбічні, трапецієподібні, шестикутні або інші рівносторонні багатокутні грані. Кожна грань має бути опуклим поліамондом, таким як , , , , , ,  і , …
Деякі невеликі приклади
| Малюнок | Назва                                                | Граней | Ребер | Вершин | Конфігурації вершин          | Група симетрії |
| ------- | ---------------------------------------------------- | ------ | ----- | ------ | ---------------------------- | -------------- |
|         | Нарощений октаедр Нарощення 1 тетр. + 1 окт.         | 10     | 15    | 7      | 1 × 33 3 × 34 3 × 35 0 × 36  | C3v, [3]       |
| 4 3     | Нарощений октаедр Нарощення 1 тетр. + 1 окт.         | 12     |       | 7      | 1 × 33 3 × 34 3 × 35 0 × 36  | C3v, [3]       |
|         | Трикутний трапецоедр Нарощення 2 тетр. + 1 окт.      | 12     | 18    | 8      | 2 × 33 0 × 34 6 × 35 0 × 36  | C3v, [3]       |
| 6       | Трикутний трапецоедр Нарощення 2 тетр. + 1 окт.      | 12     |       | 8      | 2 × 33 0 × 34 6 × 35 0 × 36  | C3v, [3]       |
|         | Нарощення 2 тетр. + 1 окт.                           | 12     | 18    | 8      | 2 × 33 1 × 34 4 × 35 1 × 36  | C2v, [2]       |
| 2       | Нарощення 2 тетр. + 1 окт.                           | 11     | 7     |        | 2 × 33 1 × 34 4 × 35 1 × 36  | C2v, [2]       |
|         | Трикутна зрізана піраміда Нарощення 3 тетр. + 1 окт. | 14     | 21    | 9      | 3 × 33 0 × 34 3 × 35 3 × 36  | C3v, [3]       |
| 1 3 1   | Трикутна зрізана піраміда Нарощення 3 тетр. + 1 окт. | 9      | 6     |        | 3 × 33 0 × 34 3 × 35 3 × 36  | C3v, [3]       |
|         | Подовжений октаедр Нарощення 2 тетр. + 2 окт.        | 16     | 24    | 10     | 0 × 33 4 × 34 4 × 35 2 × 36  | D2h, [2,2]     |
| 4       | Подовжений октаедр Нарощення 2 тетр. + 2 окт.        | 12     | 6     |        | 0 × 33 4 × 34 4 × 35 2 × 36  | D2h, [2,2]     |
|         | Тетраедр Нарощення 4 тетр. + 1 окт.                  | 16     | 24    | 10     | 4 × 33 0 × 34 0 × 35 6 × 36  | Td, [3,3]      |
| 4       | Тетраедр Нарощення 4 тетр. + 1 окт.                  | 6      | 4     |        | 4 × 33 0 × 34 0 × 35 6 × 36  | Td, [3,3]      |
|         | Нарощення 3 тетр. + 2 окт.                           | 18     | 27    | 11     | 1 × 33 2 × 34 5 × 35 3 × 36  | D2h, [2,2]     |
| 2 1 2   | Нарощення 3 тетр. + 2 окт.                           | 14     | 9     |        | 1 × 33 2 × 34 5 × 35 3 × 36  | D2h, [2,2]     |
|         | Ікосаедр зі стягнутим ребром                         | 18     | 27    | 11     | 0 × 33 2 × 34 8 × 35 1 × 36  | C2v, [2]       |
| 12 2    | Ікосаедр зі стягнутим ребром                         | 22     | 10    |        | 0 × 33 2 × 34 8 × 35 1 × 36  | C2v, [2]       |
|         | Двозрізана біпіраміда Нарощення 6 тетр. + 2 окт.     | 20     | 30    | 12     | 0 × 33 3 × 34 6 × 35 3 × 36  | D3h, [3,2]     |
| 2 6     | Двозрізана біпіраміда Нарощення 6 тетр. + 2 окт.     | 15     | 9     |        | 0 × 33 3 × 34 6 × 35 3 × 36  | D3h, [3,2]     |
|         | Трискатний купол Нарощення 4 тетр. + 3 окт.          | 22     | 33    | 13     | 0 × 33 3 × 34 6 × 35 4 × 36  | C3v, [3]       |
| 3 1     | Трискатний купол Нарощення 4 тетр. + 3 окт.          | 15     | 9     |        | 0 × 33 3 × 34 6 × 35 4 × 36  | C3v, [3]       |
|         | Трикутна біпіраміда Нарощення 8 тетр. + 2 окт.       | 24     | 36    | 14     | 2 × 33 3 × 34 0 × 35 9 × 36  | D3h, [3]       |
| 6       | Трикутна біпіраміда Нарощення 8 тетр. + 2 окт.       | 9      | 5     |        | 2 × 33 3 × 34 0 × 35 9 × 36  | D3h, [3]       |
|         | Шестикутна антипризма                                | 24     | 36    | 14     | 0 × 33 0 × 34 12 × 35 2 × 36 | D6d, [12,2+]   |
| 12 2    | Шестикутна антипризма                                | 24     | 12    |        | 0 × 33 0 × 34 12 × 35 2 × 36 | D6d, [12,2+]   |
|         | Зрізаний тетраедр Нарощення 6 тетр. + 4 окт.         | 28     | 42    | 16     | 0 × 33 0 × 34 12 × 35 4 × 36 | Td, [3,3]      |
| 4       | Зрізаний тетраедр Нарощення 6 тетр. + 4 окт.         | 18     | 12    |        | 0 × 33 0 × 34 12 × 35 4 × 36 | Td, [3,3]      |
|         | ТетракіскубоктаедрОктаедр Нарощення 8 тетр. + 6 окт. | 32     | 24    | 18     | 0 × 33 12 × 34 0 × 35 6 × 36 | Oh, [4,3]      |
| 8       | ТетракіскубоктаедрОктаедр Нарощення 8 тетр. + 6 окт. | 12     | 6     |        | 0 × 33 12 × 34 0 × 35 6 × 36 | Oh, [4,3]      |

## Неопуклі дельтаедри
Неопуклих і тороїдальних дельтаедрів існує нескінченно багато.
Приклад дельтаедра з самоперетинами граней:
- Великий ікосаедр — тіло Кеплера — Пуансо, з 20 трикутниками, що перетинаються

Інші неопуклі дельтаедри можна отримати шляхом додавання пірамід до граней всіх 5 правильних багатогранників:
|                 |                  |                                   |                   |                 |
| Триакістетраедр | Тетракісгексаедр | Триакісоктаедр (stella octangula) | Пентакісдодекаедр | Триакісікосаедр |
| 12 трикутників  | 24 трикутників   | 24 трикутників                    | 60 трикутників    | 60 трикутників  |

Інші нарощення тетраедрів:
|               |                |                |
| 8 трикутників | 10 трикутників | 12 трикутників |

Також шляхом додавання до граней перекинутих пірамід:
| Виїмчастий додекаедр | Тороїдальний дельтаедр |
| 60 трикутників       | 48 трикутників         |